# Copa Volpi per la millor interpretació femenina
La Copa Volpi per la millor interpretació femenina (en italià: Coppa Volpi per la miglior interpretazione femminile) és un premi major del Mostra de Venècia que recompensa la millor interpretació femenina de totes les pel·lícules en competició presentades al festival. El nom del premi fa honor al comte Giuseppe Volpi, fundador del certàmen.
Malgrat que el guardó sempre ha conservat la mateixa finalitat, la denominació exacta del guardó ha anat canviant al llarg de la història del festival, i també el nombre d'actrius recompensades per edició. A més, en certes edicions del passat, el festival havia entregat un guardó addicional per tal de recompensar separadament la millor actriu principal i la millor actor secundària. Actualment, el festival té suprimides aquestes dues modalitats i només s'entrega un guardó general a la millor interpretació, el qual pot ser alhora compartit entre més d'una actriu.

## Palmarès
- Font: Pàgina oficial.

### Dècada del 1930
El 1932, malgrat que el festival encara no tenia caràcter competitiu, es va entregar un premi als actors, masculí i femení, preferits pel públic.
| Any  | Actor       | Pel·lícula                 | Director     |
| ---- | ----------- | -------------------------- | ------------ |
| 1932 | Helen Hayes | The Sin of Madelon Claudet | Edgar Selwyn |

El 1933 el festival no es va celebrar.
El festival va esdevenir oficialment competitiu per primer cop el 1934. Els guardons reservats a recompensar la millor interpretació es denominaven Grande medaglia d'oro dell'Associazione Nazionale Fascista dello Spettacolo per il migliore attore (Gran medalla d'or de l'Associació Nacional Feixista de l'Espectacle pel millor actor) i Grande medaglia d'oro dell'Associazione Nazionale Fascista dello Spettacolo per la migliore attrice (Gran medalla d'or de l'Associació Nacional Feixista de l'Espectacle per a la millor actriu), respectivament.
De 1935 a 1942 el guardó es va a passar a denominar oficialment Guanyadors de la Copa Volpi.
| Any  | Actriu            | Pel·lícula             | Director          |
| ---- | ----------------- | ---------------------- | ----------------- |
| 1934 | Katharine Hepburn | Donetes (Little Women) | George Cukor      |
| 1935 | Paula Wessely     | Episode                | Walter Reisch     |
| 1936 | Annabella         | Veille d'armes         | Marcel L'Herbier  |
| 1937 | Bette Davis       | Kid Galahad            | Michael Curtiz    |
| 1937 | Bette Davis       | Marked Woman           | Lloyd Bacon       |
| 1938 | Norma Shearer     | Maria Antonieta        | W.S. Van Dyke     |
| 1939 | Premi no entregat | Premi no entregat      | Premi no entregat |

### Dècada del 1940
Després d'una pausa de 4 anys provocada per la Segona Guerra Mundial, el festival va esdevenir de nou competitiu a partir de 1947. Els guardons a la millor interpretació es van passar a denominar Premio Internazionale per il migliore attore (Premi Internacional pel millor actor) i Premio Internazionale per la migliore attrice (Premi Internacional per a la millor actriu), respectivament.
| Any     | Actriu              | Pel·lícula                                  | Director          |
| ------- | ------------------- | ------------------------------------------- | ----------------- |
| 1940    | Premi no entregat   | Premi no entregat                           | Premi no entregat |
| 1941    | Luise Ullrich       | Annelie                                     | Josef von Báky    |
| 1942    | Kristina Söderbaum  | Die goldene Stadt                           | Veit Harlan       |
| 1943-46 | Premi no entregat   | Premi no entregat                           | Premi no entregat |
| 1947    | Anna Magnani        | La diputada Angelina (L'Onorevole Angelina) | Luigi Zampa       |
| 1948    | Jean Simmons        | Hamlet                                      | Laurence Olivier  |
| 1949    | Olivia de Havilland | The Snake Pit                               | Anatole Litvak    |

### Dècada del 1950
| Any     | Actriu             | Pel·lícula                                           | Director           |
| ------- | ------------------ | ---------------------------------------------------- | ------------------ |
| 1950    | Eleanor Parker     | Engabiada (Caged)                                    | John Cromwell      |
| 1951    | Vivien Leigh       | Un tramvia anomenat Desig (A Streetcar Named Desire) | Elia Kazan         |
| 1952    | Ingrid Bergman     | Europa 51                                            | Roberto Rossellini |
| 1953    | Lilli Palmer       | The Four Poster                                      | Irving Reis        |
| 1954-55 | Premi no entregat  | Premi no entregat                                    | Premi no entregat  |
| 1956    | Maria Schell       | Gervaise                                             | René Clément       |
| 1957    | Dzidra Ritenberga  | Malva                                                | Vladimir Braun     |
| 1958    | Sophia Loren       | The Black Orchid                                     | Martin Ritt        |
| 1959    | Madeleine Robinson | Doble vida (À double tour)                           | Claude Chabrol     |

### Dècada del 1960
| Any  | Actriu               | Pel·lícula                              | Director            |
| ---- | -------------------- | --------------------------------------- | ------------------- |
| 1960 | Shirley MacLaine     | L'apartament (The apartment)            | Billy Wilder        |
| 1961 | Suzanne Flon         | Tu ne tueras point                      | Claude Autant-Lara  |
| 1962 | Emmanuelle Riva      | Thérèse Desqueyroux                     | Georges Franju      |
| 1963 | Delphine Seyrig      | Muriel (Muriel ou le Temps d'un retour) | Alain Resnais       |
| 1964 | Harriet Andersson    | Att älska                               | Jörn Donner         |
| 1965 | Annie Girardot       | Trois chambres à Manhattan              | Marcel Carné        |
| 1966 | Natalya Arinbasarova | Pervi uchitel (Первый учитель)          | Andrei Kontxlovski  |
| 1967 | Shirley Knight       | Dutchman                                | Anthony Harvey      |
| 1968 | Laura Betti          | Teorema (pel·lícula)                    | Pier Paolo Pasolini |
| 1969 | Premi no entregat    | Premi no entregat                       | Premi no entregat   |

### Dècada del 1970
Durant la dècada del 1970 el festival de cinema es va continuar celebrant però va perdre el seu format competitiu que l'havia caracteritzat fins aleshores i el jurat va deixar d'adjudicar premis. Per aquest motiu, també els guardons a la millor interpretació van deixar d'entregar-se.
| Any     | Actriu            | Pel·lícula        | Director          |
| ------- | ----------------- | ----------------- | ----------------- |
| 1970-79 | Premi no entregat | Premi no entregat | Premi no entregat |

### Dècada del 1980
Durant la dècada del 1980 el festival va esdevenir de nou competitiu però els guardons a la millor interpretació atorgats pel jurat del festival no es van reinstaurar fins al 1983. Els premis van abandonar la denominació tradicional de Coppa Volpi per passar simplement a anomenar-se Premio per il migliore attore (Premi pel millor actor) i Premio per la migliore attrice (Premi per la millor actriu). El guardó entregat als actors guanyadors va deixar de tenir la forma de copa insignia del premi i va prendre una forma d'una placa rectangular.
A partir de 1988, per primera vegada després de 20 anys, els premis del festival es van restituir. Els dos guardons a la millor interpretación masculina i femenina, respectivament, van recuperar el seu nom de Coppa Volpi i es van passar a denominar Coppa Volpi per la migliore interpretazione maschile (Copa Volpi a la millor interpretació masculina) i Coppa Volpi per la migliore interpretazione femminile (Copa Volpi a la millor interpretació femenina), respectivament.
| Any     | Actriu            | Pel·lícula                  | Director          |
| ------- | ----------------- | --------------------------- | ----------------- |
| 1980-82 | Premi no entregat | Premi no entregat           | Premi no entregat |
| 1983    | Darling Légitimus | Rue Cases-Nègres            | Euzhan Palcy      |
| 1984    | Pascale Ogier     | Les Nuits de la pleine lune | Éric Rohmer       |
| 1985    | Premi no entregat | Premi no entregat           | Premi no entregat |
| 1986    | Valeria Golino    | Storia d'amore              | Francesco Maselli |
| 1987    | Kang Soo-youn     | Sibaji                      | Im Kwon-taek      |
| 1988    | Shirley MacLaine  | Madame Sousatzka            | John Schlesinger  |
| 1988    | Isabelle Huppert  | Une affaire de femmes       | Claude Chabrol    |
| 1989    | Peggy Ashcroft    | She's Been Away             | Peter Hall        |
| 1989    | Geraldine James   | She's Been Away             | Peter Hall        |

### Dècada del 1990
| Any  | Actriu            | Pel·lícula                               | Director             |
| ---- | ----------------- | ---------------------------------------- | -------------------- |
| 1990 | Gloria Münchmeyer | La Luna en el espejo                     | Silvio Caiozzi       |
| 1991 | Tilda Swinton     | Edward II                                | Derek Jarman         |
| 1992 | Gong Li           | Qiu Ju da guan si                        | Zhang Yimou          |
| 1993 | Juliette Binoche  | Tres colors: Blau (Trois Couleurs: Bleu) | Krzysztof Kieslowski |
| 1994 | Maria de Medeiros | Três Irmãos                              | Teresa Villaverde    |
| 1995 | Isabelle Huppert  | La Cérémonie                             | Claude Chabrol       |
| 1995 | Sandrine Bonnaire | La Cérémonie                             | Claude Chabrol       |
| 1996 | Victoire Thivisol | Ponette                                  | Jacques Doillon      |
| 1997 | Robin Tunney      | Niagara, Niagara                         | Bob Gosse            |
| 1998 | Catherine Deneuve | Place Vendôme                            | Nicole Garcia        |
| 1999 | Nathalie Baye     | Une liaison pornographique               | Frédéric Fonteyne    |

### Dècada del 2000
| Any  | Actriu               | Pel·lícula                           | Director                                |
| ---- | -------------------- | ------------------------------------ | --------------------------------------- |
| 2000 | Rose Byrne           | The Goddess of 1967                  | Clara Law                               |
| 2001 | Sandra Ceccarelli    | Luce dei miei occhi                  | Giuseppe Piccioni                       |
| 2002 | Julianne Moore       | Lluny del cel (Far from heaven)      | Todd Haynes                             |
| 2003 | Katja Riemann        | Rosenstraße                          | Margarethe von Trotta                   |
| 2004 | Imelda Staunton      | El secret de Vera Drake (Vera Drake) | Mike Leigh                              |
| 2005 | Giovanna Mezzogiorno | La bestia nel cuore                  | Cristina Comencini                      |
| 2006 | Helen Mirren         | La reina (The Queen)                 | Stephen Frears                          |
| 2007 | Cate Blanchett       | I'm Not There                        | Todd Haynes                             |
| 2008 | Dominique Blanc      | L'Autre                              | Patrick Mario Bernard i Pierre Trividic |
| 2009 | Kseniya Rappoport    | La doppia ora                        | Giuseppe Capotondi                      |

### Dècada del 2010
| Any  | Actriu             | Pel·lícula               | Director               |
| ---- | ------------------ | ------------------------ | ---------------------- |
| 2010 | Ariane Labed       | Attenberg                | Athina Rachel Tsangari |
| 2011 | Deanie Ip          | Una vida simple (Tao jie | Ann Hui                |
| 2012 | Hadas Yaron        | Lemale et ha'halal       | Rama Burshtein         |
| 2013 | Elena Cotta        | Via Castellana Bandiera  | Emma Dante             |
| 2014 | Alba Rohrwacher    | Hungry Hearts            | Saverio Costanzo       |
| 2015 | Valeria Golino     | Per amor vostro          | Giuseppe Mario Gaudino |
| 2016 | Emma Stone         | La La Land               | Damien Chazelle        |
| 2017 | Charlotte Rampling | Hannah                   | Andrea Pallaoro        |
| 2018 | Olivia Colman      | The Favourite            | Iorgos Lànthimos       |
| 2019 | Ariane Ascaride    | Gloria Mundi             | Robert Guédiguian      |

### Dècada del 2020
| Any  | Actriu         | Pel·lícula        | Director         |
| ---- | -------------- | ----------------- | ---------------- |
| 2020 | Vanessa Kirby  | Pieces of a Woman | Kornél Mundruczó |
| 2021 | Penélope Cruz  | Madres paralelas  | Pedro Almodóvar  |
| 2022 | Cate Blanchett | Tár               | Todd Field       |
| 2023 | Cailee Spaeny  | Priscilla         | Sofia Coppola    |
| 2024 | Nicole Kidman  | Babygirl          | Halina Reijn     |